# Biloritxenski
Biloritxenski (en ucraïnès: Білоріченський, en rus: Белореченский, Beloretxenski) és una vila, un possiólok de l'óblast de Luhansk a Ucraïna, situada actualment a zona ocupada República Popular de Luhansk de la Rússia. El 2019 tenia 3.168 habitants.